# Тешендорф
Тешендорф (нем. Teschendorf) — бывшая община в Германии, в земле Мекленбург — Передняя Померания.
Входит в состав района Мекленбург-Штрелиц. Подчиняется управлению Штаргардер Ланд. Население составляет 559 человек (на 4 июля 2012 года). Занимает площадь 20,58 км².